# Bob Snail
Bob Snail (укр. Равлик Боб) — бренд натуральних фруктово-ягідних солодощів, заснований у 2016 році. Продукція по словам засновників не містить доданого цукру, глютену, барвників або консервантів.

## Асортимент бренду
В асортименті бренду Bob Snail представлені корисні солодощі різних форм і текстур: фруктові роли, страйпси, натуральний мармелад на агар-агарі, натуральні цукерки в бельгійському шоколаді, смузі, дитячі пюре, кулінарні пюре та фруктові десерти на кокосових вершках.

## Історія
У 2016 році бренд Bob Snail презентував перший продукт — фруктово-ягідні снеки у формі ролів, які нагадували мушлю равлика. Це була корисна альтернатива звичайним солодощам.
2018 рік — початок виробництва фруктово-ягідних страйпсів.
2019 рік — початок виробництва натурального фруктового мармеладу на агар-агарі та цукерок в бельгійському шоколаді.
2020 рік — в асортименті з’являються: шеф-пюре, смузі, дитячі пюре, безлактозні десерти на кокосових вершках та набори Eat&Play, які містять фруктові роли та колекційні іграшки.

## Фірмові магазини та Snail-зони

### 2022 рік
30 липня 2022 року — в ТЦ Lavina Mall, в Києві, відкрився фірмовий магазин Bob Snail.
24 вересня 2022 року — відкриття магазину в ТЦ Республіка (Київ).

### 2023 рік
28 квітня 2023 року — відкриття магазину в ТРЦ Westfield Mokotów (Варшава).
1 вересня 2023 року — відкриття магазину в ТРЦ Sky Park (Вінниця).
15 вересня 2023 року — відкриття магазину в ТЦ Піраміда (Київ).
1 листопада 2023 року — відкриття дитячої зони в АЗС WOG.

### 2024 рік
25 травня 2024 року – відкриття шостого магазину в ТРЦ Veles (Івано-Франківськ).
28 червня 2024 року – відкриття сьомого магазину в ТРЦ Janki біля Варшави.
9 листопада  -  відкриття восьмого магазину в ТРЦ "Блокбастер Молл" у Києві.

## Міжнародний ринок
Дочірні компанії Bob Snail є в Польщі, Канаді, США та Великобританії.
Продукція бренду представлена в 26 країнах світу та продається в супермаркетах Бельгії, Польщі, Угорщини, Чехії, Румунії, Канади, Австралії, США, Латвії, Литви, Естонії, Великобританії, Ісландії, Японії, а також на інтернет-платформі Amazon в США та Канаді.